# Lepanthopsis pygmaea
Lepanthopsis pygmaea är en orkidéart som beskrevs av Charles Schweinfurth. Lepanthopsis pygmaea ingår i släktet Lepanthopsis och familjen orkidéer. Inga underarter finns listade i Catalogue of Life.